# ࢸ
Tāʾ petit tāʾ suscrit ‹ ࢸ › est une lettre additionnelle de l’alphabet arabe utilisée dans l’écriture du bravanais. Elle est composée d’un tāʾ ‹ ت › diacrité d’un petit tāʾ suscrit.